# Distretto elettorale di Ongwediva
Il distretto elettorale di Ongwediva è un distretto elettorale della Namibia situato nella Regione dell'Oshana con 34.065 abitanti al censimento del 2011. Il capoluogo è la città di Ongwediva.